# Дворане (Крушевац)
Дворане је насељено место града Крушевца у Расинском округу. Према попису из 2022. има 419 становника (према попису из 2011. било је 523 становника).

## Демографија
У насељу Дворане живи 502 пунолетна становника, а просечна старост становништва износи 45,1 година (43,3 код мушкараца и 46,7 код жена). У насељу има 186 домаћинстава, а просечан број чланова по домаћинству је 3,19.
Ово насеље је великим делом насељено Србима (према попису из 2002. године), а у последња три пописа, примећен је пад у броју становника.
|  |

| Демографија | Демографија | Демографија |
| Година      | Становника  | Становника  |
| ----------- | ----------- | ----------- |
| 1948.       | 781         |             |
| 1953.       | 804         |             |
| 1961.       | 775         |             |
| 1971.       | 739         |             |
| 1981.       | 772         |             |
| 1991.       | 728         | 680         |
| 2002.       | 594         | 668         |
| 2011.       | 523         |             |
| 2022.       | 419         |             |

| Етнички састав према попису из 2002.‍ | Етнички састав према попису из 2002.‍ | Етнички састав према попису из 2002.‍ | Етнички састав према попису из 2002.‍ | Етнички састав према попису из 2002.‍ |
| ------------------------------------ | ------------------------------------ | ------------------------------------ | ------------------------------------ | ------------------------------------ |
|                                      |                                      |                                      |                                      |                                      |
| Срби                                 | Срби                                 |                                      | 573                                  | 96,46%                               |
| Власи                                | Власи                                |                                      | 19                                   | 3,19%                                |
| Црногорци                            | Црногорци                            |                                      | 2                                    | 0,33%                                |
| непознато                            | непознато                            |                                      | 0                                    | 0,0%                                 |

| Година пописа     | 1948. | 1953. | 1961. | 1971. | 1981. | 1991. | 2002. |
| ----------------- | ----- | ----- | ----- | ----- | ----- | ----- | ----- |
| Број домаћинстава | 167   | 169   | 196   | 203   | 207   | 214   | 186   |

| Број чланова      | 1  | 2  | 3  | 4  | 5  | 6  | 7 | 8 | 9 | 10 и више | Просек |
| ----------------- | -- | -- | -- | -- | -- | -- | - | - | - | --------- | ------ |
| Број домаћинстава | 42 | 41 | 28 | 33 | 15 | 16 | 6 | 4 | 1 | 0         | 3,19   |

| Пол    | Укупно | Неожењен/Неудата | Ожењен/Удата | Удовац/Удовица | Разведен/Разведена | Непознато |
| ------ | ------ | ---------------- | ------------ | -------------- | ------------------ | --------- |
| Мушки  | 236    | 42               | 170          | 14             | 10                 | 0         |
| Женски | 281    | 44               | 167          | 58             | 12                 | 0         |
| УКУПНО | 517    | 86               | 337          | 72             | 22                 | 0         |

| Пол    | Укупно                    | Пољопривреда, лов и шумарство | Рибарство                            | Вађење руде и камена | Прерађивачка индустрија       |
| ------ | ------------------------- | ----------------------------- | ------------------------------------ | -------------------- | ----------------------------- |
| Мушки  | 112                       | 36                            | 1                                    | 0                    | 36                            |
| Женски | 80                        | 35                            | 0                                    | 0                    | 16                            |
| УКУПНО | 192                       | 71                            | 1                                    | 0                    | 52                            |
| Пол    | Производња и снабдевање   | Грађевинарство                | Трговина                             | Хотели и ресторани   | Саобраћај, складиштење и везе |
| Мушки  | 4                         | 9                             | 8                                    | 3                    | 2                             |
| Женски | 0                         | 1                             | 9                                    | 0                    | 0                             |
| УКУПНО | 4                         | 10                            | 17                                   | 3                    | 2                             |
| Пол    | Финансијско посредовање   | Некретнине                    | Државна управа и одбрана             | Образовање           | Здравствени и социјални рад   |
| Мушки  | 0                         | 1                             | 1                                    | 3                    | 3                             |
| Женски | 0                         | 1                             | 1                                    | 9                    | 6                             |
| УКУПНО | 0                         | 2                             | 2                                    | 12                   | 9                             |
| Пол    | Остале услужне активности | Приватна домаћинства          | Екстериторијалне организације и тела | Непознато            | Непознато                     |
| Мушки  | 2                         | 0                             | 0                                    | 3                    | 3                             |
| Женски | 2                         | 0                             | 0                                    | 0                    | 0                             |
| УКУПНО | 4                         | 0                             | 0                                    | 3                    | 3                             |

## Познати мештани
- Стојан Цветковић (1912-1948)

, Свештеник Дворански-убијен 1948 године од стране комуниста, убијен штитећи црквено земљиште од национализације
- Душан Ј. Анђелковић (1886-1949), српски и југословенски официр, бригадни генерал Југословенске војске